# Hippomenes (Archon)
Hippomenes (griechisch Ίππομένης Hippoménēs) wurde laut antiker Überlieferung zum vierten Archon mit zehnjähriger Amtszeit in Athen gewählt. Er folgte auf seinen Vater Kleidikos und war der letzte Herrscher aus dem Hause der Kodriden. Nach Pausanias fiel das erste Jahr der 14. Olympiade (720/19 v. Chr.) in das 4. Regierungsjahr des Hippomenes. Seine Amtszeit wird von 724/23 v. Chr. bis 714/13 v. Chr. angesetzt. Nach ihm wurde Leokrates zum nächsten Archon mit zehnjähriger Amtszeit gewählt.
Hippomenes' Tochter Leimone traf sich heimlich mit einem Verehrer. Als dieser sich weigerte, seine Tochter zu heiraten, ließ er ihn töten, indem er ihn an einem Wagen binden und zu Tode schleifen ließ. Seine Tochter ließ er ohne Nahrung zusammen mit einem Pferd einmauern. Das Pferd soll aus Hunger Leimone getötet und verzehrt haben. Wegen dieser Tat musste Hippomenes die Regierung an Leokrates abgeben und so endete die Herrschaft der Kodriden, was den Eupatridai die Möglichkeit eröffnete, das Amt des Archons zu bekleiden.